# Charles J. Guiteau

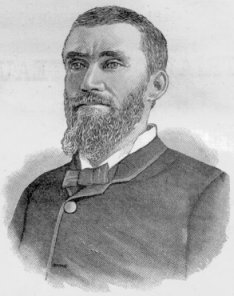
Charles J. Guiteau

Charles Julius Guiteau, född 8 september 1841 i Freeport, Illinois, död 30 juni 1882 i Washington DC, var en amerikansk jurist som mördade president James Garfield 1881.
Guiteau, som efter en misslyckad politisk karriär riktat ett starkt hat mot den styrande administrationen förkroppsligad av Garfield, sköt presidenten på Washingtons järnvägsstation den 2 juli 1881. Garfield sårades relativt lindrigt, och under en lång period såg han ut att tillfriskna, men sedan presidenten avlidit i september åtalades Guiteau för mord. Rättegången var en kortfattad historia, där Guiteau fanns i huvudsak mentalt frisk, även om hans uppträdande beskrevs som excentriskt. Huvudpunkten i försvarets argument var att Garfield i själva verket avlidit genom vanskötsel av skadan, vilket fått starkt stöd av senare analytiker men emellertid inte gjorde Guiteau oskyldig i juridisk mening. Den 30 juni 1882 hängdes Guiteau för mordet, två dagar från årsdagen av sitt attentat och mer än nio månader efter presidentens död. Guiteau är därmed med marginal den presidentmördare som överlevt sitt offer med längst marginal, mot Lee Harvey Oswald (två dagar), John Wilkes Booth (elva dagar) och Leon Czolgosz (cirka sju veckor).  